# Estadio Jalisco
Stadionul Jalisco este un stadion de fotbal situat în Guadalajara, Mexic. Este al treilea cel mai mare stadion de fotbal mexican din spatele Estadio Azteca și Estadio Olímpico Universitario. Unitatea este situată în orașul Guadalajara, Jalisco, la 400 de kilometri nord-vest de Mexico City, și are o capacitate maximă de 54.963 de spectatori.

## Istorie
Estadio Jalisco a fost terenul de bază al Guadalajara, una dintre cele mai vechi echipe de fotbal din Mexic, până în 2010. Rămâne stadionul de acasă al clubului Atlas din Liga MX și Club Universidad de Guadalajara din Ascenso MX. Au avut loc mai multe meciuri preliminare de fotbal pentru Jocurile Olimpice de Vară din 1968. Stadionul a găzduit turneele Cupa Mondială de la FIFA: (1970) și (1986).
După 50 de ani, Guadalajara sa mutat la Estadio Omnilife în 2010.

## Renovări
Pe 31 ianuarie 2017, cluburile Unidos de Jalisco au anunțat un proiect de renovare pentru a înlocui scaunele de la Jalisco, pentru a înlocui acoperișul deteriorat, pentru a remodela camerele de toaletă și a adăuga un ecran mare de 360 de grade deasupra terenului. Ecranul 360 era programat să debuteze în timpul meciului vs Tigres UANL pe 8 septembrie 2017, cu toate acestea sa stabilit că meciul va fi suspendat din cauza faptului că ecranul a fost instalat la doar 8 metri deasupra terenului, ceea ce făcea imposibil jocul obișnuit.